# Diane Parry
Diane Parry (Nizza, 1º settembre 2002) è una tennista francese.

## Carriera
È nota agli appassionati per essere l'unica giocatrice della sua generazione ad essere arrivata tra le prime 100 del mondo giocando il rovescio a una mano. 
Disputa una promettente carriera da junior, in cui raggiunge il numero 1 di categoria grazie alla semifinale al torneo di Wimbledon 2019 e il trionfo alle ITF Finals Junior. 
La prima vittoria nel circuito maggiore arriva agli Open di Francia 2019, dove entra nel tabellone principale grazie ad una wild card e si impone all'esordio su Vera Lapko in due set. Al turno successivo cede alla testa di serie numero 20 Elise Mertens. 
Il 2020 segna l'inizio vero e proprio della sua carriera tra le professioniste. A marzo raggiunge per la prima volta i quarti di finale di un torneo pro nell'ITF di Rancho. Dopo questo risultato non disputa tornei per 5 mesi a causa della sospensione delle attività sportive dovuta alla pandemia Covid-19. Vince la prima partita dopo il rientro alle competizioni in un ITF W15 in Portogallo, ma perde le successive 8, tra tornei ITF e WTA. Il rendimento migliora sul finire della stagione in cui non solo ritrova la vittoria in partita, ma soprattutto conquista il suo primo trofeo professionistico, a dicembre nell'ITF di Antalya, dominato dal primo turno alla finale. 
Il 2021 è l'anno in cui diventa una certezza del circuito ITF. Dopo vari piazzamenti nella prima parte di stagione, vince i tornei W25 di Perigueux e Torino. Dopo questi successi sale di livello con due semifinali nei W60 di San Bartolome De Tirajana e Olomuc. Il finale di stagione è un inaspettato crescendo di risultati. A ottobre vince il quarto trofeo della sua carriera a Siviglia. Al WTA 125 di Buenos Aires raggiunge la finale da outsider, battendo sul suo percorso giocatrici ben più avvezze a questa categoria di tornei come Beatriz Haddad Maia e Panna Udvardy. In finale viene sconfitta dall'ungherese Anna Bondar. Dopo un'altra semifinale in un W60 a Santiago del Cile, domina il WTA 125 di Montevideo vincendo così il torneo più importante della sua carriera. Questi risultati le permettono di scalare la classifica fino al numero 115 del mondo, dunque quasi 200 posizioni avanti rispetto a dove aveva iniziato la stagione. 

### 2022-2023: terzo turno al Roland Garros e a Wimbledon
Il 2022 è un'annata complicata. Forte della sua nuova classifica, cerca di entrare nei tabelloni dei tornei del WTA Tour, ma esce sempre alle qualificazioni. Disputa il main draw degli Australian Open come wild card concessa alla FFT da Tennis Australia, ma viene estromessa dalla coetanea Marta Kostyuk per 6-1 7-6. Riesce comunque ad ottenere la classifica per accedere direttamente al main draw del Roland Garros, dove al primo turno mette a segno la sorpresa del torneo eliminando in tre set la campionessa uscente e numero 2 del mondo Barbora Krejcikova. Al secondo turno batte Camila Osorio, prima di essere fermata nel match successivo dall'ex finalista del torneo Sloane Stephens. Nonostante non giocasse un match su erba dal torneo junior di Wimbledon 2019, ottiene una semifinale nel WTA 125 di Gaiba e il terzo turno di Wimbledon, sconfitta dalla futura finalista Ons Jabeur col punteggio di 2-6 3-6. A Palermo raggiunge per la prima volta i quarti di finale di un torneo del circuito maggiore. Sconfigge Lauren Davis e Yulia Putintseva prima di essere fermata da Irina Camelia Begu. I risultati positivi continuano col ritorno al cemento. A Granby si spinge fino in semifinale, dove si arrende a Daria Kasatkina. Perde al primo turno agli US Open, ma si rifà con due altri due quarti di finale a Portorose e a Monastir. Raggiunge così il suo best ranking di numero 58, ma poche settimane dopo scadono i punti conquistati in Sud America l'anno precedente e chiude il 2022 da numero 112. 
Il 2023 inizia con altre sconfitte in serie nei primi turni dei tornei. Il primo risultato positivo arriva a maggio con l'inaspettato trionfo nel WTA 125 di Parigi. Al Roland Garros mette a segno un altro upset eliminando al primo turno la fresca finalista di Roma Anhelina Kalinina, ma al turno successivo viene eliminata da una giovanissima Mirra Andreeva. Raccoglie punti preziosi per risalire la classifica tra Makarska e Wimbledon, dove raggiunge la semifinale e il secondo turno, rispettivamente. A Palermo supera al primo turno Aurora Zantedeschi. Viene eliminata nel match successivo, in cui però impegna per tre set la futura campionessa Zheng Qinwen. A Losanna torna in una semifinale WTA, in cui esce sconfitta in tre set contro la connazionale Clara Burel. Dopo una vittoria nel primo turno di qualificazioni al WTA 1000 di Cincinnati, entra in una striscia negativa di 8 sconfitte consecutive in tornei WTA. Decide di iscriversi in due ITF ad Heraklion, in Grecia, per ritrovare fiducia in vista del finale di stagione, ma, nonostante fosse ampiamente favorita per classifica, non riesce a vincere nessuno dei due tornei. Va meglio nei 4 challenger sudamericani su terra battuta che chiudono il suo 2023. Raggiunge la finale a Colina, i quarti a Buenos Aires e un'altra finale a Montevideo, piazzamenti che le permettono di risalire fino al numero 78 nella classifica di fine anno.
Nel 2023 disputa una buona stagione come doppista. conclusa da numero 74 di categoria con i trofei di Merida e Losanna.

### 2024- terzo turno agli Australian Open e best ranking
Inizia la stagione ad Hobart, dove raggiunge i quarti di finale. Agli Australian Open elimina Xinyu Wang e Kamilla Rakhimova, ma al terzo turno viene sconfitta da Mirra Andreeva, dopo essere stata avanti per 5-1 nel set decisivo. In questi tornei dimostra però un salto di qualità nel proprio gioco, confermato al torneo di Abu Dhabi in cui si arrende in tre lottati set a Daria Kasatkina e ad Austin dove raggiunge un altro quarto di finale, il settimo della sua carriera nel circuito maggiore. A Indian Wells si spinge fino agli ottavi di finale dove viene estromessa al terzo set da Maria Sakkari. A Miami elimina Jacqueline Cristian prima di essere sconfitta, ancora in tre set, da Beatriz Haddad Maia. Si mette in luce nel successivo spareggio di Billie Jean King Cup contro la Gran Bretagna. Si impone per 6-2 6-0 su Katie Boulter, prima di disputare una bellissima partita contro Emma Raducanu, in cui però esce sconfitta al tie break decisivo. Si presenta quindi alla stagione su terra con ottime premesse e un nuovo best ranking di numero 49, ma lo slancio positivo viene fermato da un infortunio nel torneo di casa di Rouen. Rientra in campo alcune settimane più tardi a Roma, ma come prevedibile la sua stagione su terra è compromessa. Colleziona 4 sconfitte in due set in 6 match disputati. 
Inaugura la stagione su erba con un'inaspettata semifinale a Nottingham. Sconfigge in due set Cristina Bucsa, Daria Saville e Kimberly Birrell prima di essere rimontata da Karolina Pliskova nel penultimo atto. In quella settimana raggiunge anche la finale del torneo di doppio, insieme ad Harriet Dart. Il duo britannico-transalpino si arrenderà solo al tiebreak del terzo set contro la coppia formata da Gabriela Dabrowski e Erin Routliffe, numero uno di specialità, dopo non aver sfruttato un championship point. Nel primo turno di Wimbledon impegna per tre set Naomi Ōsaka, ma deve abbandonare il torneo all'esordio. Disputa un buono swing su terra battuta, raggiungendo i quarti di finale a Bastad e la semifinale a Palermo. Alle Olimpiadi di Parigi supera Nadia Podoroska al primo turno, ma a quello successivo racimola appena due game contro la numero uno del mondo Iga Swiatek. Il finale di stagione sul cemento è avaro di soddisfazioni, segnato da sconfitte nette o patite da giocatrici di classifica inferiore. L'unico torneo in cui vince almeno due partite consecutive è il WTA 250 di Osaka, dove ottiene ottime vittorie contro Erika Andreeva, Greet Minnen e Clara Tauson, tanto da giungere al weekend finale come favorita per il titolo. Le aspettative vengono però disattese in semifinale, in cui lascia il torneo col punteggio di 2-6 4-6 contro l'olandese numero 125 del mondo Suzan Lamens. 
Chiude la stagione al numero 63 della classifica WTA, suo miglior ranking di fine anno. 

## Statistiche WTA

### Doppio

#### Vittorie (2)
| Legenda              |
| -------------------- |
| Grande Slam (0)      |
| Ori Olimpici (0)     |
| WTA Finals (0)       |
| WTA Elite Trophy (0) |
| Dal 2021             |
| WTA 1000 (0)         |
| WTA 500 (0)          |
| WTA 250 (2)          |

| N. | Data             | Torneo                        | Superficie  | Compagna     | Avversarie in finale         | Punteggio |
| 1. | 26 febbraio 2023 | Mérida Open, Mérida           | Cemento     | Caty McNally | Wang Xinyu Wu Fang-hsien     | 6-0, 7-5  |
| 2. | 30 luglio 2023   | Ladies Open Lausanne, Losanna | Terra rossa | Anna Bondár  | Amina Anšba Anastasia Dețiuc | 6-2, 6-1  |

#### Sconfitte (1)
| Legenda              |
| -------------------- |
| Grande Slam (0)      |
| Argenti Olimpici (0) |
| WTA Finals (0)       |
| WTA Elite Trophy (0) |
| Dal 2021             |
| WTA 1000 (0)         |
| WTA 500 (0)          |
| WTA 250 (1)          |

| N. | Data           | Torneo                      | Superficie | Compagna     | Avversarie in finale              | Punteggio        |
| 1. | 16 giugno 2024 | Nottingham Open, Nottingham | Erba       | Harriet Dart | Gabriela Dabrowski Erin Routliffe | 7-5, 3-6, [9-11] |

## Circuito WTA 125

### Singolare

#### Vittorie (2)
| N. | Data             | Torneo                      | Superficie  | Avversaria in finale | Punteggio |
| 1. | 21 novembre 2021 | Montevideo Open, Montevideo | Terra rossa | Panna Udvardy        | 6–3, 6–2  |
| 2. | 21 maggio 2023   | Clarins Open, Parigi        | Terra rossa | Caty McNally         | w/o       |

#### Sconfitte (3)
| N. | Data             | Torneo                       | Superficie  | Avversaria in finale | Punteggio     |
| 1. | 7 novembre 2021  | Argentina Open, Buenos Aires | Terra rossa | Anna Bondár          | 3–6, 3–6      |
| 2. | 19 novembre 2023 | Colina Open, Colina          | Terra rossa | Sára Bejlek          | 2-6, 1-6      |
| 3. | 10 dicembre 2023 | Montevideo Open, Montevideo  | Terra rossa | Renata Zarazúa       | 5-7, 6-3, 4-6 |

## Statistiche ITF

### Singolare

#### Vittorie (4)
| Torneo $100.000 (0) |
| Torneo $80.000 (0)  |
| Torneo $60.000 (0)  |
| Torneo $40.000 (0)  |
| Torneo $25.000 (3)  |
| Torneo $15.000 (1)  |

| N. | Data             | Torneo                                                    | Superficie  | Avversaria in finale | Punteggio |
| 1. | 20 dicembre 2020 | GD Tennis Academy, Adalia                                 | Terra rossa | Berfu Cengiz         | 6-3, 6-1  |
| 2. | 27 giugno 2021   | Engie Open du Périgord, Périgueux                         | Terra rossa | Elsa Jacquemot       | 6-3, 6-1  |
| 3. | 11 luglio 2021   | Trofeo Mabo, Torino                                       | Terra rossa | Lucia Bronzetti      | 6-4, 6-2  |
| 4. | 23 ottobre 2021  | Internacionales de Andalucia Femeninos de Tenis, Siviglia | Terra rossa | Elina Avanesjan      | 6-2, 6-0  |

#### Sconfitte (1)
| Torneo $100.000 (0) |
| Torneo $80.000 (0)  |
| Torneo $60.000 (0)  |
| Torneo $40.000 (1)  |
| Torneo $25.000 (0)  |
| Torneo $15.000 (0)  |

| N. | Data            | Torneo                       | Superficie  | Avversaria in finale | Punteggio     |
| 1. | 5 novembre 2023 | Heraklion Women's, Heraklion | Terra rossa | Sinja Kraus          | 2-6, 6-4, 4-6 |

### Doppio

#### Vittorie (4)
| Torneo $100.000 (0) |
| Torneo $80.000 (1)  |
| Torneo $60.000 (0)  |
| Torneo $40.000 (0)  |
| Torneo $25.000 (1)  |
| Torneo $15.000 (2)  |

| N. | Data            | Torneo                                | Superficie  | Compagna             | Avversarie in finale                 | Punteggio        |
| 1. | 28 ottobre 2017 | Hammamet Open, Hammamet               | Terra rossa | Yasmine Mansouri     | Dominique Karregat Caroline Roméo    | 6-1, 6-1         |
| 2. | 22 agosto 2020  | Oeiras Magnesium K Active Cup, Oeiras | Terra rossa | Eva Guerrero Álvarez | Francisca Jorge Olga Parres Azcoitia | 7-6(1), 6-0      |
| 3. | 26 giugno 2021  | Engie Open du Périgord, Périgueux     | Terra rossa | Margot Yerolymos     | Sada Nahimana Anna Sisková           | 6-4, 6-2         |
| 4. | 15 aprile 2023  | Zaragoza Open, Saragozza              | Terra rossa | Arantxa Rus          | Asia Muhammad Eden Silva             | 6-1, 4-6, [10-5] |

## Vittorie contro giocatrici Top 10
| Stagione | 2022 | Totale |
| Vittorie | 1    | 1      |

| #    | Giocatrice         | Ranking | Evento                  | Superficie  | Turno | Punteggio     | Rank. DPR |
| ---- | ------------------ | ------- | ----------------------- | ----------- | ----- | ------------- | --------- |
| 2022 |                    |         |                         |             |       |               |           |
| 1.   | Barbora Krejčíková | 2       | Open di Francia, Parigi | Terra rossa | 1T    | 1-6, 6-2, 6-3 | 97        |